# Staro Nagoričane
Staro Nagoričane (mazedonisch und serbisch Старо Нагоричане; albanisch definit Nagoriçi i Vjetër, indefinit Nagoriç i Vjetër) ist ein Ort im Nordosten Nordmazedoniens mit einer mehrheitlich ethnisch-serbischen Bevölkerung.

## Bevölkerung
Laut der Volkszählung von 2021 hatte der Ort 493 Einwohner, von denen sich 302 als ethnische Serben bezeichneten, 169 als Mazedonier und 22 als anderen Ethnien zugehörig.

## Geographie
Der Ort liegt am Fuße des Hügels Staronagoričanska Krasta, der sich im Norden erhebt. In der Umgebung liegen zahlreiche intensiv landwirtschaftlich bewirtschaftete Ebenen. Die temporären Flüsse der Umgebung entwässern nach Süden zum Kriva Reka. Die Straße R 1207, welche südöstlich des Ortes nach Süden verläuft, ist die Hauptverkehrsader und führt nach Mlado Nagoričane.

## Sehenswürdigkeiten
- Georgskirche aus dem 14. Jahrhundert.[3]

## Sonstiges
Der Ort wird auch als Zentrum der serbischen Minderheit in Nordmazedonien gesehen und ist der Geburtsort des serbischen Tschetniks Petko Ilić, der hauptsächlich in Nordmazedonien tätig war.